# Donorì
Donorì (auch: Donori) ist eine italienische Gemeinde (comune) mit 1959 Einwohnern (Stand 31. Dezember 2023) in der Metropolitanstadt Cagliari auf Sardinien. Die Gemeinde liegt etwa 24 Kilometer nördlich von Cagliari.

## Verkehr
Durch die Gemeinde führt die Strada Statale 387 del Gerrei von Cagliari nach Muravera.

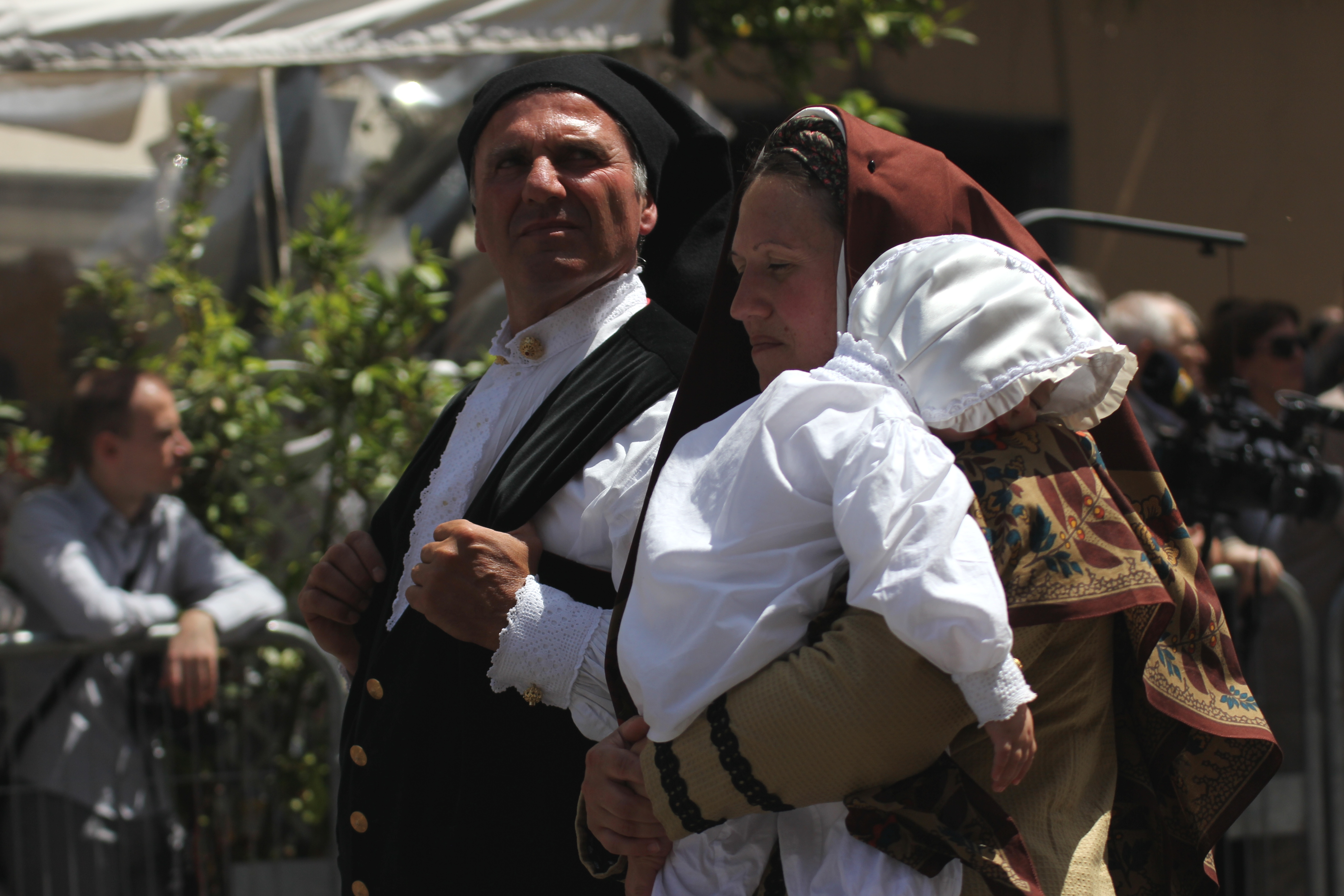
Traditionelle Tracht